# Cristóbal Suárez
Cristóbal Suárez (Madrid; 26 d'abril de 1978) és un actor espanyol.
Actor madrileny amb una sòlida carrera. Va estrenar la seva carrera artística en 1997 amb l'obra La vida que te di de Luigi Pirandello, dirigida per Miguel Narros.
Forma part de la companyia teatral Kamikaze producciones. Destaquen els seus treballs a Antígona, Misántropo, Veraneantes i La función por hacer, dirigides per Miguel del Arco de Kamikaze producciones, Las crónicas de Peter Sanchidrián de José Padilla (dramaturgo, Las amistades peligrosas, dirigit per Darío Facal, entre d'altres.
A televisión ha participat en sèries com Vota Juan, Tiempos de guerra, Seis hermanas, B&b, Aída, Con el culo al aire, 700 euros, La que se avecina, Amar en tiempos revueltos.
Inicia la seva carrera com a productor en 2016 amb la companyia Ventrículo Veloz fundada juntament amb Verónica Pérez, destinada al públic adolescent. Han estrenat títols com a Papel [Peça entorn de l'assetjament escolar], Por la boca [Peça sobre els trastorns de l'alimentació] i Dados [Identitat de Gènere] Trilogia escrita i dirigida per Jose Padilla (dramaturg).

## Teatre
| Any       | Títol                                               | Autor                 | Director           |
| --------- | --------------------------------------------------- | --------------------- | ------------------ |
| 2019      | Ricardo III                                         | Shakespeare           | Miguel del Arco    |
| 2019      | El viaje: Las crónicas de Peter Sanchidrian col. II | Jose Padilla          | Jose Padilla       |
| 2019      | El último rinoceronte blanco                        | Jose Manuel Mora      | Carlota ferrer     |
| 2018      | Los cuerpos perdidos                                | Jose Manuel Mora      | Carlota ferrer     |
| 2018      | Esta No es la Casa de Bernarda Alba                 | Federico García Lorca | Carlota ferrer     |
| 2018      | Las crónicas de Peter Sanchidrian                   | Jose Padilla          | José Padilla       |
| 2017      | Arte                                                | Yasmina Reza          | Miguel del Arco    |
| 2016      | Hamlet                                              | Shakespeare           | Miguel del Arco    |
| 2015      | Antígona                                            | Sòfocles              | Miguel del Arco    |
| 2014-2015 | El misántropo                                       | Molière               | Miguel del Arco    |
| 2014      | Las amistades peligrosas                            | Choderlos de Laclos   | Darío Facal        |
| 2013      | El lindo Don Diego                                  | Agustín Moreto        | Carles Alfaro      |
| 2011-2012 | Veraneantes                                         | Máximo Gorki          | Miguel del Arco    |
| 2010      | El proyecto Youkali                                 | Miguel del Arco       | Miguel del Arco    |
| 2009      | La función por hacer                                | Luigi Pirandello      | Miguel del Arco    |
| 2009      | Theatre no more                                     | Dario Facal           | Darío Facal        |
| 2009      | Fuenteovejuna                                       | Lope de Vega          | Lawrence Boswell   |
| 2008      | Don Juan Tenorio                                    | José Zorrilla         | Tamzin Townsend    |
| 2007      | Cyrano de Bergerac                                  | Edmond Rostand        | John Strasberg     |
| 2005      | GA-GÁ                                               | Marta Carrasco        | Marta Carrasco     |
| 2004      | Moliere X 2                                         | Molière               | Adrián Daumas      |
| 2003      | Por amor al arte                                    | Neil LaBute           | Gerardo Vera       |
| 2003      | Abre el ojo                                         | Francisco de Rojas    | Paco Plaza         |
| 2003      | Don Juan o El festín de piedra                      | Molière               | Jean Pierre Miquel |
| 2001      | El mágico prodigioso                                | Calderón de la Barca  | Daniel Bohr        |
| 1998      | Mariana Pineda                                      | Federico García Lorca | Joaquín Vida       |
| 1997      | La vida que te di                                   | Luigi Pirandello      | Miguel Narros      |

## Televisió
| Any         | Sèrie                                      | Personatge              | Cadena      | Notes         |
| ----------- | ------------------------------------------ | ----------------------- | ----------- | ------------- |
| 1997 - 1998 | Calle nueva                                |                         | TVE         |               |
| 1999        | Al salir de clase                          |                         | Telecinco   | 1 episodi     |
| 1999        | Raquel busca su sitio                      |                         | TVE         | 1 episodi     |
| 2000        | ¡Ala... Dina!                              | Cámara 2                | TVE         | 1 episodi     |
| 2000        | El Marqués de Sotoancho                    |                         | Antena 3    | 2 episodis    |
| 2001        | Periodistas                                |                         | Telecinco   | 1 episodi     |
| 2002        | Hospital Central                           | Germán Fuentes          | Telecinco   | 1 episodi     |
| 2002        | El comisario                               | Inspector Gorka Melero  | Telecinco   | 4 episodis    |
| 2002        | 20 tantos                                  | Miguel Adame            | Telecinco   | 28 episodis   |
| 2004        | Un paso adelante                           | Episòdic                | Antena 3    | 1 episodi     |
| 2005 - 2009 | Amar en tiempos revueltos                  | Mario Ayala             | TVE         | 626 episodios |
| 2006        | La dársena de poniente                     | Tomas Asensio           | TVE         | 18 episodis   |
| 2008        | 700 euros, diario secreto de una call girl | Gonzalo                 | Antena 3    | 16 episodis   |
| 2011        | La que se avecina                          | Mario                   | Telecinco   | 1 episodi     |
| 2012        | Con el culo al aire                        | Sergio                  | Antena 3    | 1 episodi     |
| 2013        | Aída                                       | José Alfredo            | Telecinco   | 1 episodi     |
| 2015        | B&b, de boca en boca                       | Cristóbal Gallardo      | Telecinco   | 12 episodis   |
| 2015        | Seis hermanas                              | Don Luis Civantos       | TVE         | 489 episodis  |
| 2017        | Tiempos de guerra                          | Luis Garcés             | Antena 3    | 13 episodis   |
| 2018        | Pequeñas coincidencias                     | Cita de Marta           | Prime Video | 1 episodi     |
| 2019        | Vota Juan                                  | Ignacio "Nacho" Recalde | TNT         | 1 episodi     |
| 2019        | Las chicas del cable                       | Antonio Castro          | Netflix     | 3 episodis    |
| 2020        | Vamos Juan                                 | Ignacio "Nacho" Recalde | TNT         | 5 episodis    |

## Cinema
| Any  | Pel·lícula          | Director        |
| ---- | ------------------- | --------------- |
| 2009 | El cónsul de Sodoma | Sigfrid Monleón |
| 2005 | La bicicleta        | Sigfrid Monleón |

## Curtmetratges
| Any  | Pel·lícula                 | Director     |
| ---- | -------------------------- | ------------ |
| 2009 | Sin Lupe                   | Mario Tardón |
| 2009 | Amnesia global transitoria | Ana Maroto   |

## Productor "Ventrículo|Veloz"
| Any  | Títol               | Autor             | Director          |
| ---- | ------------------- | ----------------- | ----------------- |
| 2019 | El último romántico | Denise Despeyroux | Denise Despeyroux |
| 2018 | Dados               | Jose Padilla      | Jose Padilla      |
| 2017 | Por la boca         | Jose Padilla      | Jose Padilla      |
| 2016 | Papel               | Jose Padilla      | Jose Padilla      |

## Premis
| Any  | Pel·lícula/Obra           | Premi            | Nominació                 |
| ---- | ------------------------- | ---------------- | ------------------------- |
| 2019 | Guanyador per Dados       | Premis Max       | Mejor espectáculo juvenil |
| 2012 | Nominado per veraneantes  | Unión de actores | Actor de repartiment      |
| 2012 | Finalista per Veraneantes | Premis Max       | Actor de repartiment      |